# (7684) Marioferrero
(7684) Marioferrero ist ein Asteroid des mittleren Hauptgürtels, der am 3. März 1997 vom italo-amerikanischen Astronomen Paul G. Comba am Prescott-Observatorium (IAU-Code 684) entdeckt wurde.
Der Asteroid ist Mitglied der Agnia-Familie, einer Gruppe von Asteroiden, die vor maximal 140 Millionen Jahren durch das Auseinanderbrechen eines großen Körpers entstanden ist und nach ihrem größten Mitglied (847) Agnia benannt wurde.
(7684) Marioferrero wurde nach dem italienischen Astronomen Mario A. Ferrero (1904–1965) benannt.